# Chogha Mish
Tappeh-ye Choghā Mīsh (Persiano; شهر چغامیش) risalente al 6800 a.C., è il sito di un insediamento del Calcolitico nella parte occidentale dell'Iran, che si trova nel Khuzistan sulla pianura Susiana. Fu occupato all'inizio del 6800 a.C. e dal Neolitico fino al periodo Proto-analfabeta. In seguito, la vicina Susa è diventata culturalmente dominante in quest'area.

## Storia

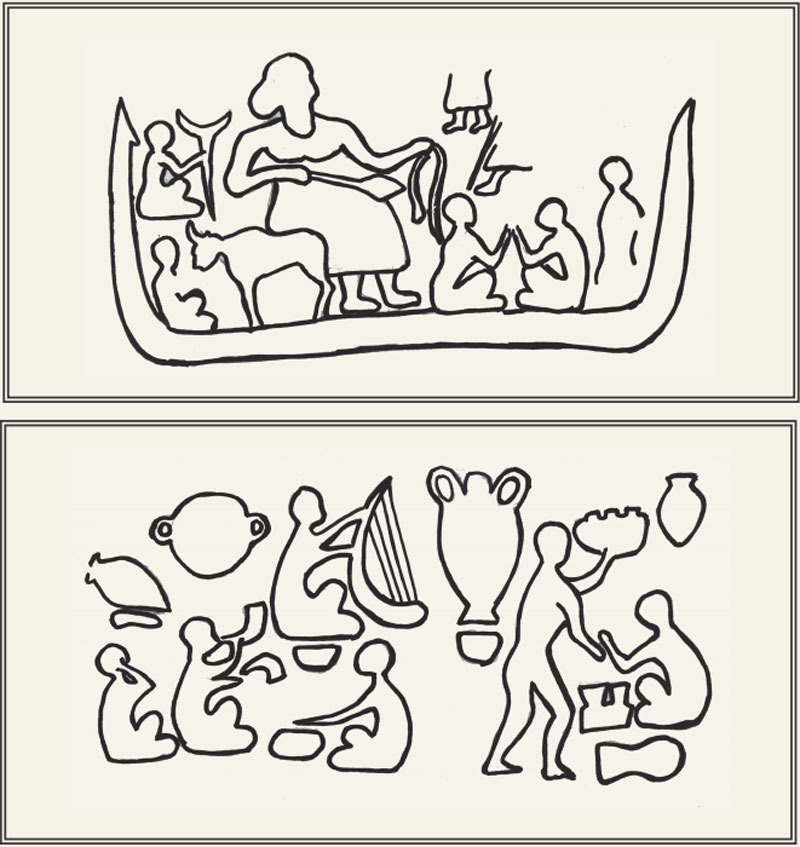
Musicisti ritratti su ceramica trovati a Chogha Mish

Chogha Mish era un centro regionale durante il periodo del tardo Uruk della Mesopotamia.
Secondo gli archeologi:
()
Tuttavia, un insediamento di transizione ha continuato su una scala più piccola. Intorno al 4400 a.C., la vicina Susa venne probabilmente fondata, ed è diventato il più grande insediamento che dominava la zona.
La città è importante oggi per le informazioni sullo sviluppo della scrittura. A Chogha Mish e Susa, le prove iniziano con un sistema di contabilità con gettoni di argilla, nel corso del tempo cambia con tavolette d'argilla e segni, infine giunge al sistema di scrittura cuneiforme.

## Correlazioni con la Mesopotamia preistorica
Chogha Mish fornisce la prova importante per i primi collegamenti tra Susiana e la Mesopotamia. Le scoperte a Chogha Mish mostrano che il periodo di Susiana all'inizio era contemporaneo con il periodo Ubaid 1 della Mesopotamia meridionale e il periodo Samarra del centro della Mesopotamia.
La linea di confine della fase Susiana 3 arcaica è stata contemporanea con la fase di Ubaid O, che precede la già nota sequenza di Ubaid della Mesopotamia meridionale. La ceramica dipinta del periodo di Samarra, nel centro della Mesopotamia venne più tardi.

## Il nome
Chogha nella lingua Luri significa collina e Mish significa pecora.

## Archeologia
Gli scavi sono stati condotti nel sito tra il 1961 e il 1978, per un totale di 11 stagioni dall'Istituto Orientale di Chicago, sotto la direzione di Pinhas Delougaz e Helene Kantor.
Purtroppo, il luogo dello scavo a Qaleh Khalil è stato distrutto durante la rivoluzione iraniana e tanti reperti e le registrazioni sono andate perse o distrutte.